# Медаль «За отличную службу по охране общественного порядка»
Медаль «За отличную службу по охране общественного порядка» — государственная награда СССР. Учреждена Указом Президиума ВС СССР от 1 ноября 1950 года, 
государственная награда Приднестровской Молдавской Республики, учреждённая указом Президента ПМР от 24 марта 2005 года № 127.

## Положение о медали
Медалью «За отличную службу по охране общественного порядка» награждаются:
- рядовой и начальствующий состав органов внутренних дел и военнослужащие внутренних войск за подвиги и заслуги, проявленные в охране общественного порядка и борьбе с уголовной преступностью;
- члены добровольных народных дружин и другие граждане за активное участие в охране общественного порядка и проявленные при этом храбрость и самоотверженность.

Награждение медалью «За отличную службу по охране общественного порядка» производится от имени Президиума Верховного Совета СССР Президиумами Верховных Советов союзных республик.
Медалью «За отличную службу по охране общественного порядка» награждаются:
- за храбрость и самоотверженность, проявленные при ликвидации преступных групп или задержании уголовных преступников;
- за смелые, умело проведённые действия по предупреждению готовящихся или раскрытию совершённых уголовных преступлений;
- за активную работу по устранению причин и условий, способствующих преступным проявлениям;
- за умелую организацию работы органов внутренних дел, частей и подразделений внутренних войск по охране общественного порядка и борьбе с уголовной преступностью;
- за безупречное несение службы в органах внутренних дел, в частях и подразделениях внутренних войск;
- за активное участие в охране общественного порядка и проявленные при этом храбрость и самоотверженность, активную борьбу с хулиганством, пьянством, хищением социалистической и личной собственности граждан, с нарушениями правил советской торговли, спекуляцией, самогоноварением и другими правонарушениями, приносящими вред обществу.

Медаль «За отличную службу по охране общественного порядка» носится на левой стороне груди, а при ношении орденов и других медалей СССР располагается после медали «За отличие в охране государственной границы СССР».

## Описание медали
Медаль «За отличную службу по охране общественного порядка» изготавливается из посеребрённого нейзильбера (до 1960 года из серебра) и имеет форму правильного круга диаметром 32 мм.
На лицевой стороне медали, в центре, надпись рельефными буквами в пять строк «За отличную службу по охране общественного порядка». В верхней части медали изображена выпуклая пятиконечная звёздочка.
На оборотной стороне медали, в центре, выпуклой формы герб СССР. В нижней части медали, под гербом, рельефные буквы «СССР».
Лицевая и оборотная стороны медали по окружности имеют выпуклый бортик.
Медаль при помощи ушка и кольца соединяется с пятиугольной колодочкой, обтянутой синего цвета шёлковой муаровой лентой шириной 24 мм с двумя красными полосками посередине ленты шириной 1 мм каждая и красными полосками по краям ленты шириной 5 мм каждая.
Колодка с медалью при помощи булавки крепится к одежде.
Аналог советской медали «За отличную службу по охране общественного порядка» в современной России - медаль «За отличие в охране общественного порядка».